# アイゼンベルク (アルゴイ)
アイゼンベルク (ドイツ語: Eisenberg) は、ドイツ連邦共和国バイエルン州シュヴァーベン行政管区のオストアルゴイ郡に属す町村（以下、本項では便宜上「町」と記述する）で、ゼーク行政共同体を構成する自治体の一つである。

## 地理
アイゼンベルクはアルゴイ計画地域に属す。

### 自治体の構成
この町は、公式には17の地区 (Ort) からなる。このうち小集落や孤立農場などを除く集落を以下に列記する。
- アイゼンベルク
- シュパイデン
- ヴァイツェルン
- ツェル

## 歴史
アイゼンベルクの領主権は元々ホーエンエック家が有していた。1382年にベルトツト・フォン・ホーエンエックは所領をオーストリア公レオポルト3世に譲渡した。この所領はレーエンとして再びホーエンエック家の相続人に引き継がれた。女相続人のアンナは1376年以前にフリードリヒ・フォン・フライベルクと結婚していた。
15世紀に2つの分家が創設された。1420年頃に創設されたツェルを首邑とするフライベルク＝アイゼンベルク＝ホーエンフライベルクと、1467年に創設されたホプフェラウを首邑とするフライベルク＝アイゼンベルク＝ホプフェラウである。アイゼンベルクの官吏はヴァイツェルンの小城に住んだ。フライベルク＝アイゼンベルク男爵はここで自分の封土に対する下級裁判権を行使した。
1806年のライン同盟によりアイゼンベルクはバイエルン領となり、その行政改革に伴う1818年の市町村令によって現在の自治体が成立した。

### 人口推移
- 1970年 742人
- 1987年 870人
- 2000年 1,173人

## 行政
町長はマンフレート・ケッセル (Überpart. Wgem.) である。

### 紋章
図柄: 銀地と青地に上下二分割。上部は、金の柄が付いた下向きの赤い剣と、金の穂先と赤地に金十字の旗をつけた上向きの槍が斜め十字に組み合わされている。下部は3つの金の球が、上2つ、下1つの型で配されている。

## 文化と見所

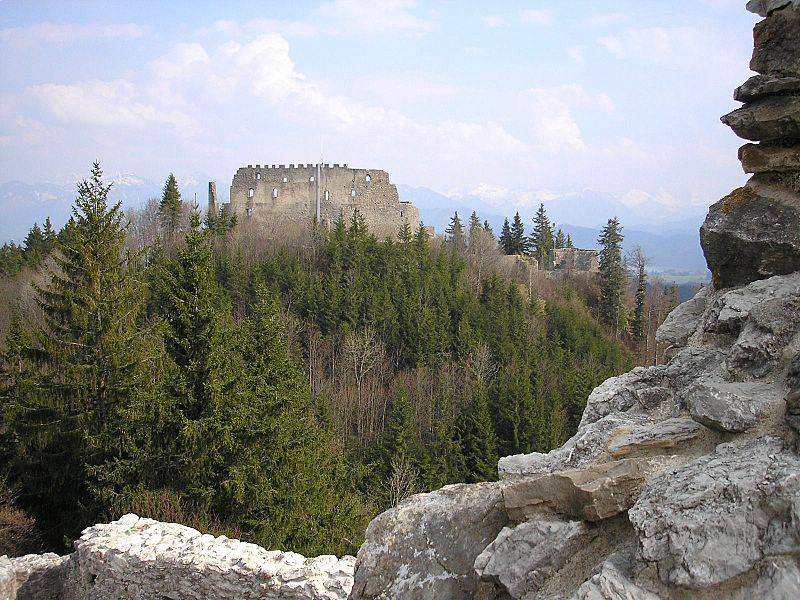
アイゼンベルク城趾

- シュパイデン集落の「マリアの救済」巡礼教会
- アイゼンベルク城趾博物館: アイゼンベルク城趾、ホーエンフライベルク城趾の遺品を展示

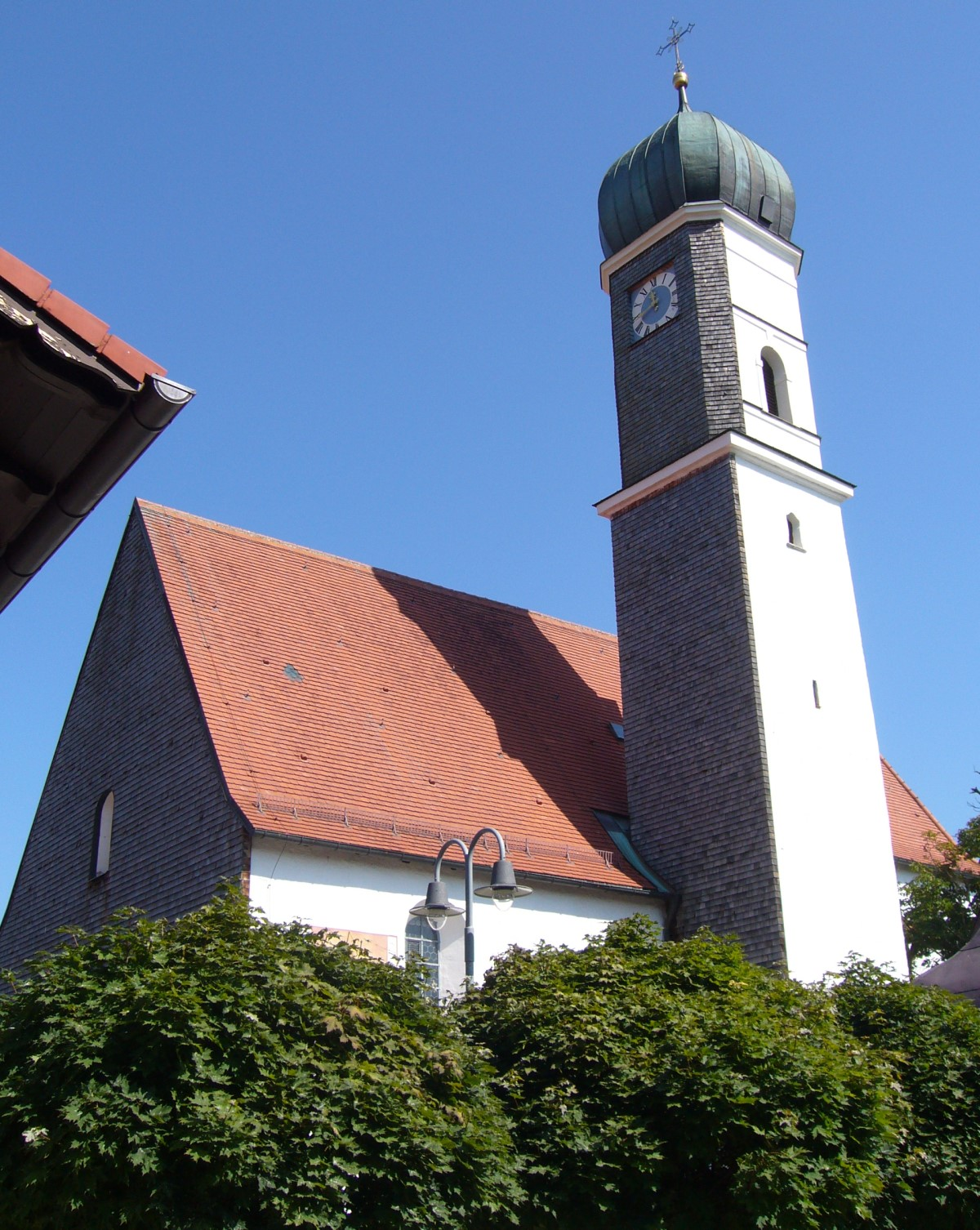
マリアの救済巡礼教会
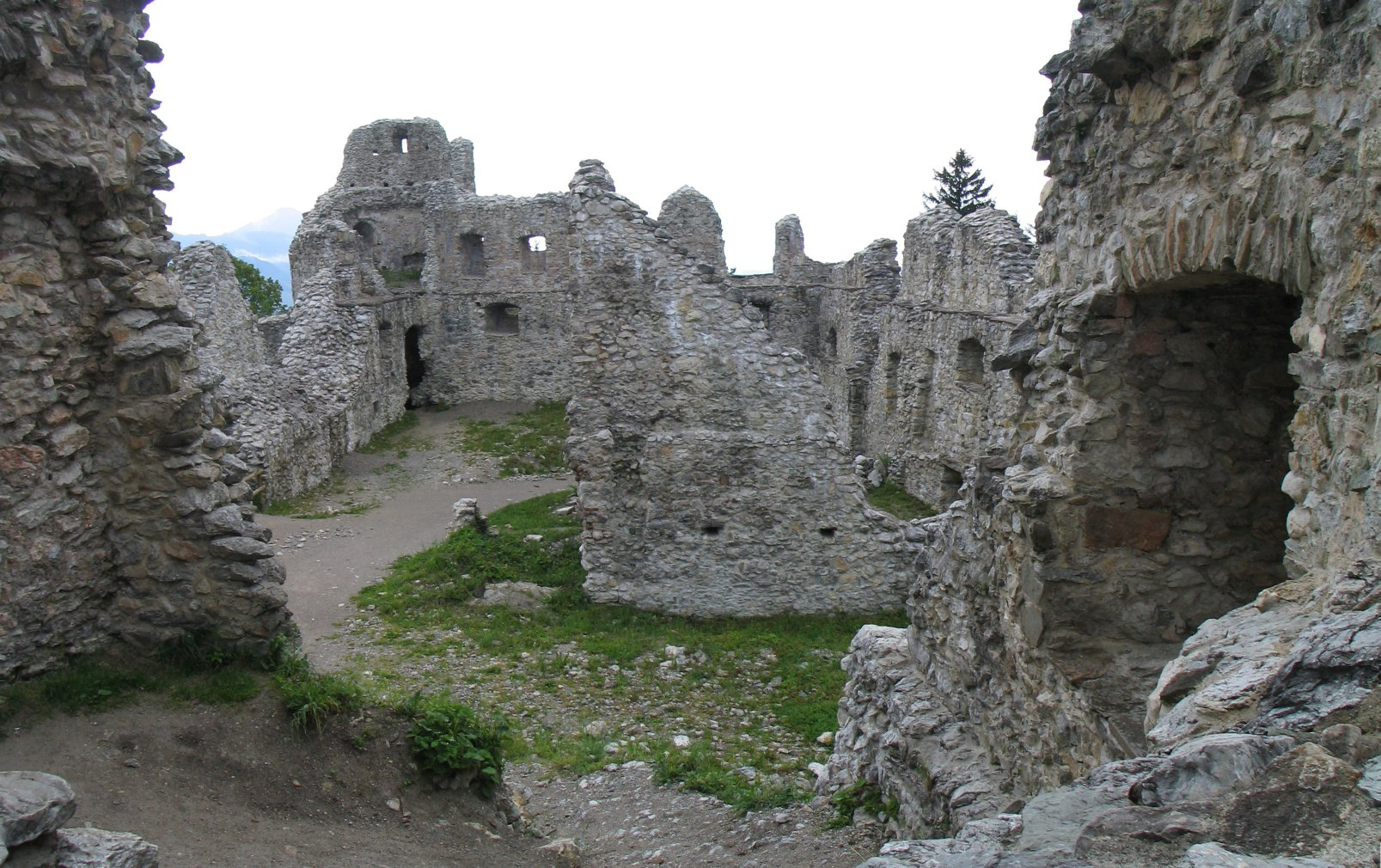
ホーエンフライベルク城趾

## 経済と社会資本

### 教育
- 国民学校 1校

## 引用
1. ↑  https://www.statistikdaten.bayern.de/genesis/online?operation=result&code=12411-003r&leerzeilen=false&language=de Genesis-Online-Datenbank des Bayerischen Landesamtes für Statistik Tabelle 12411-003r Fortschreibung des Bevölkerungsstandes: Gemeinden, Stichtag (Einwohnerzahlen auf Grundlage des Zensus 2011)
2. ↑  Bayerische Landesbibliothek Online